# Flyguppvisning

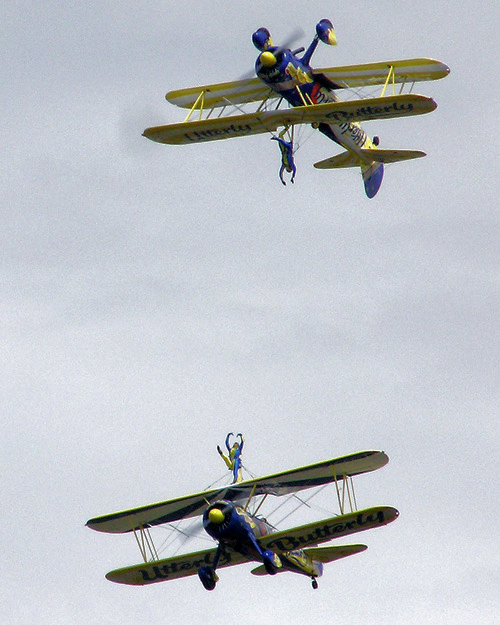
Personer "stående på vingen" (med hjälp av stativ)

En flyguppvisning är en organiserad uppvisning av flygning i olika former, vanligen för allmänheten, men ibland för särskilt inbjudna. Flyguppvisningar har sedan flygets barndom visat sig intressera en stor allmänhet och ett flertal uppvisningar arrangeras varje år i de flesta utvecklade länder. Flyguppvisningarna i anslutning till Flygvapnets 90-årsfirande på Malmen utanför Linköping i augusti 2016, lockade 130 000 besökare.
Förutom de flyguppvisningar som arrangeras i samband med stora flygutställningar (se till exempel Farnborough) arrangeras flyguppvisningar vanligen av en eller flera flygklubbar (för att samla in pengar och öka intresset för den egna flygklubben) eller av Flygvapnet eller av motsvarande flygvapen utomlands (för att göra propaganda). Flyguppvisningarna består vanligen av ett förprogram och markutställningar samt ett huvudprogram, men kan även arrangeras av en flygplanstillverkare som visar upp ett nytt flygplan för särskilt inbjudna eller allmänheten för första gången eller i samband med en försäljning. I det senare fallen kan det eventuella förprogrammet bestå av uppvisning/förbiflygning med tillverkarens tidigare flygplan.
Förprogrammets viktigaste uppgift är att sprida ut åskådarnas ankomst till uppvisningen för att förhindra långa köer inför huvudprogrammet. I förprogrammet kan ingå modellflygning, enklare flyguppvisning av en lokal förmåga, uppvisning av brandkår eller annan räddningstjänst, fallskärmshoppning och liknande.

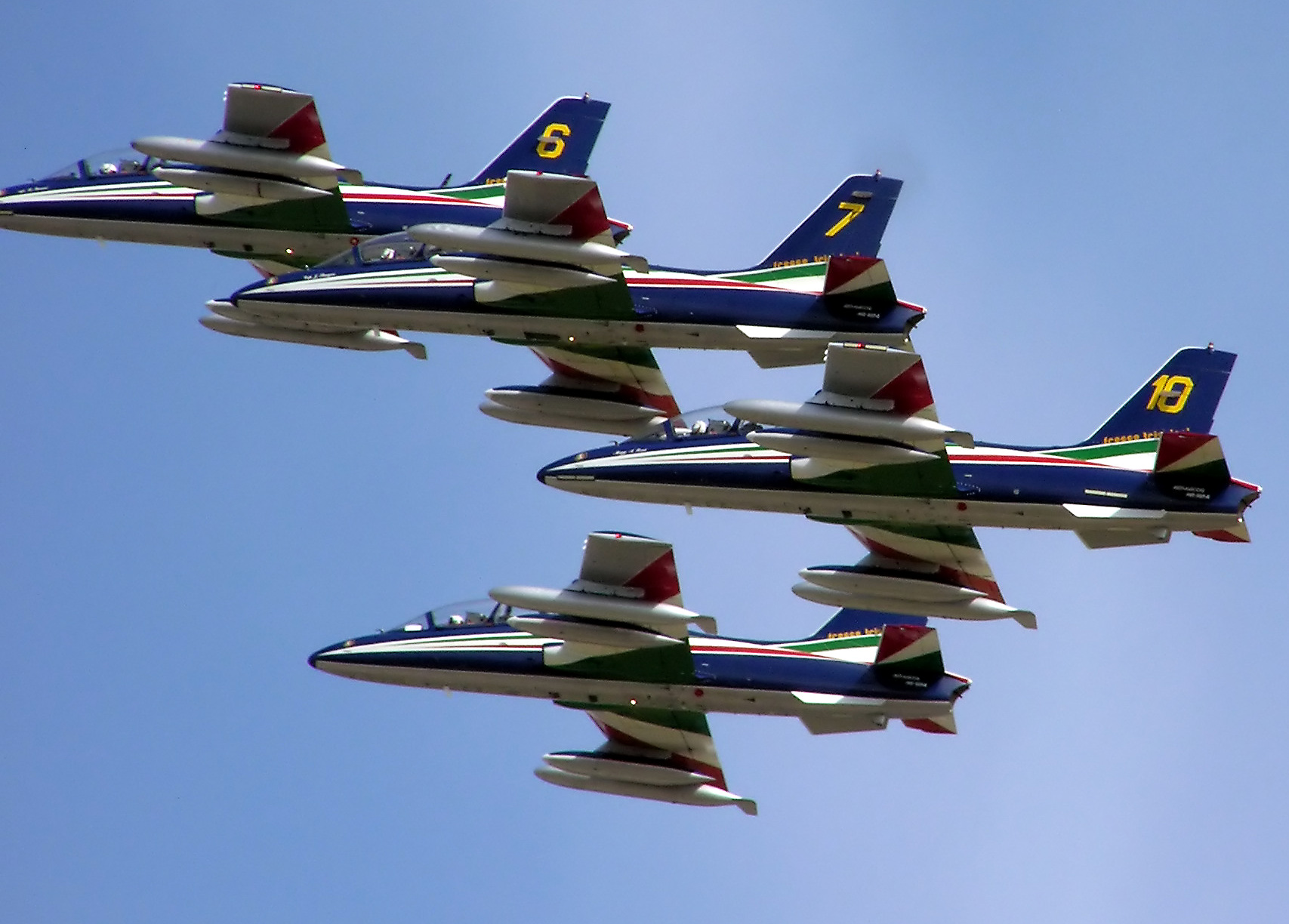
Uppvisning med italienska Frecce Tricolore

Huvudprogrammet, med noggrann tidhållning, har ofta en huvudattraktion, som avslutar uppvisningen. Denna attraktion kan till exempel vara ett nytt intressant flygplan som visas första gången i denna del av landet eller en internationellt känd uppvisningsgrupp. I övrigt kan uppvisningen bestå av uppvisning i avancerad flygning med olika typer av flygplan, förbiflygning av riktigt gamla flygplan från flygets barndom, flygning med person stående på vingen, simulerad luftstrid och annat.
Flyguppvisningen sker normalt över en militär eller medelstor civil flygplats och normalt längs med en av flygplatsens start- och landningsbanor. Åskådarna hålls genom avspärrningar på ett säkerhetsavstånd från banan som beror på arten av den flygning som kräver det största säkerhetsavståndet.
För att få anordna en flyguppvisning i Sverige krävs tillstånd från polismyndigheten där uppvisningen ska äga rum. Dessutom krävs att en uppvisningsledare, som är godkänd av Transportstyrelsen och har ett giltigt behörighetsbevis, ansvarar för uppvisningen. Transportstyrelsen ges ofta möjlighet att yttra sig över ansökan om flyguppvisningen. 

## Svenska bestämmelser för civil flyguppvisning
Luftfartsstyrelsens (numera Transportstyrelsens) föreskrifter och allmänna råd om flyguppvisning